# Liste von Söhnen und Töchtern der Stadt Toulon
Dies ist eine Liste bekannter Persönlichkeiten, die in der französischen Stadt Toulon (Département Var) geboren wurden. Die Liste erhebt keinen Anspruch auf Vollständigkeit.

## 15. bis 17. Jahrhundert

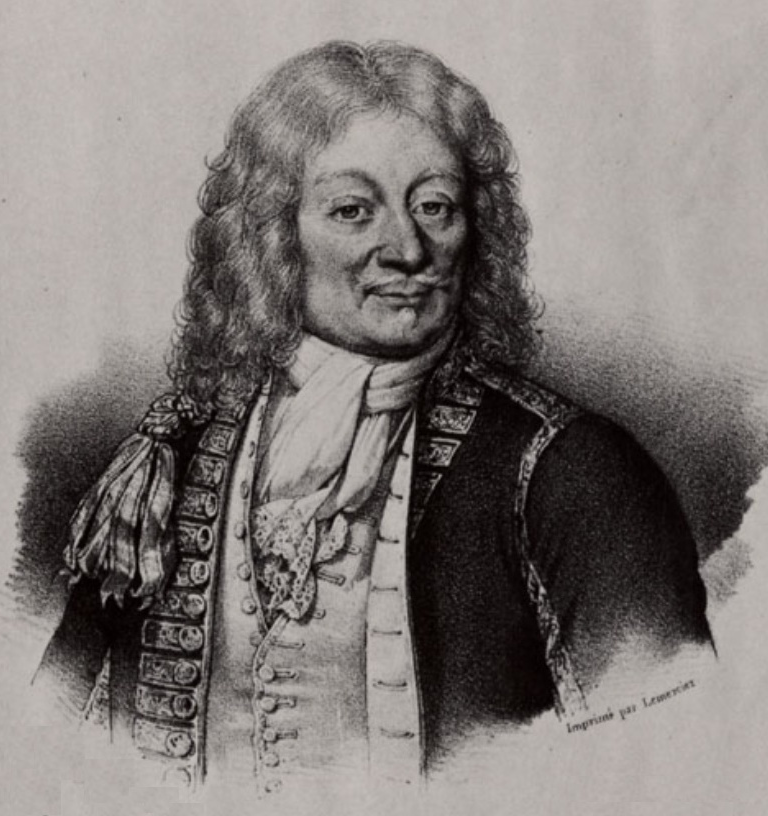
Michel-Ange Duquesne de Menneville
(≈1700–1778)

- Didier de Saint-Jaille († 1536), Großmeister des Malteserordens
- François de Batailler (1617–1701), Kapuziner und Bischof von Bethlehem-lez-Clamecy
- Daniel de Rémy de Courcelle (1626–1698), 1665 bis 1672 Gouverneur von Neufrankreich
- Gaspard-Joseph Chaussegros de Léry (1682–1756), ab 1716 königlicher Ingenieur, Erbauer der Stadtmauern von Montréal von 1717 bis 1744[1][2]
- Michel-Ange Duquesne de Menneville (≈1700–1778), Admiral und französischer Generalgouverneur von Neufrankreich
- Lazare Picault (≈1700–1748), Entdecker

## 18. Jahrhundert

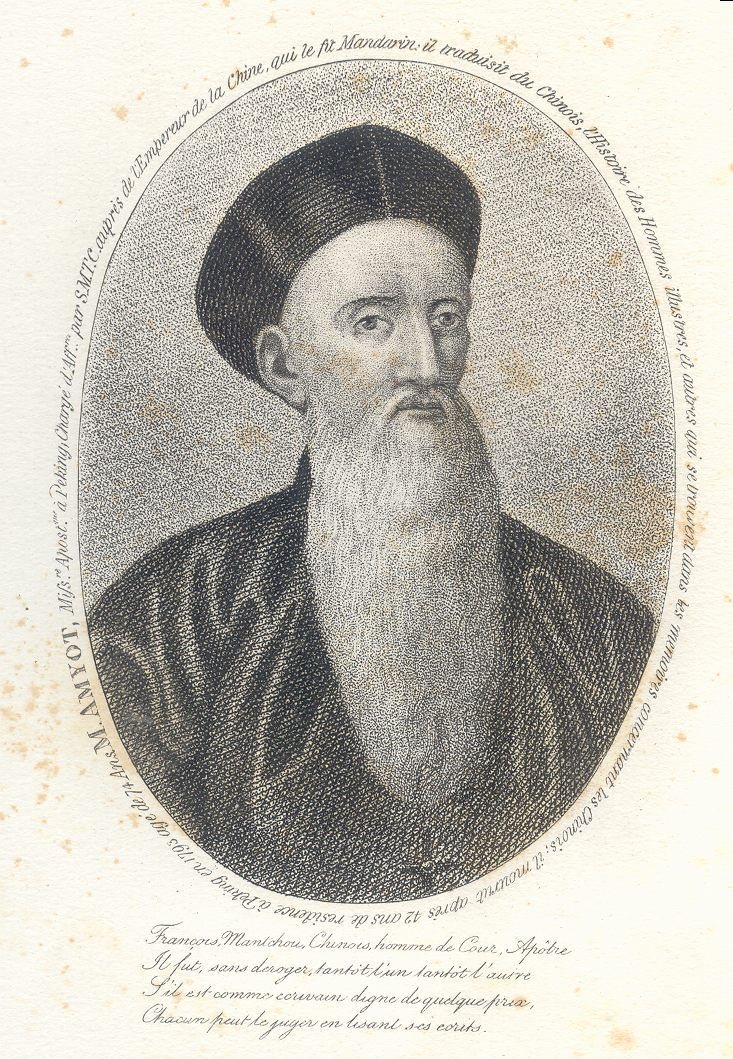
Joseph-Marie Amiot
(1718–1793)

- Louis-Michel van Loo (1707–1771), Porträtmaler des Rokoko
- Marie-Catherine Cadière (1709–nach 1731), mutmaßliches Opfer eines sexuellen Missbrauchs durch den Jesuitenpater Jean-Baptiste Girard
- Vincent de Rochemore (1711–1763), Edelmann und Beamter in Französisch-Louisiana
- Joseph-Marie Amiot (1718–1793), Jesuit und Chinareisender
- Pierre-Jacques Volaire (1729–1799), Landschaftsmaler
- Charles-Joseph Mayer (1751–1825), Autor und Literat
- Laurent Truguet (1752–1839), Admiral und Politiker
- Jean-Baptiste Paulin Guérin (1783–1855), Maler des Klassizismus
- Félix Édouard Guérin-Méneville (1799–1874), Entomologe, Makaloge und Tierillustrator

## 19. Jahrhundert

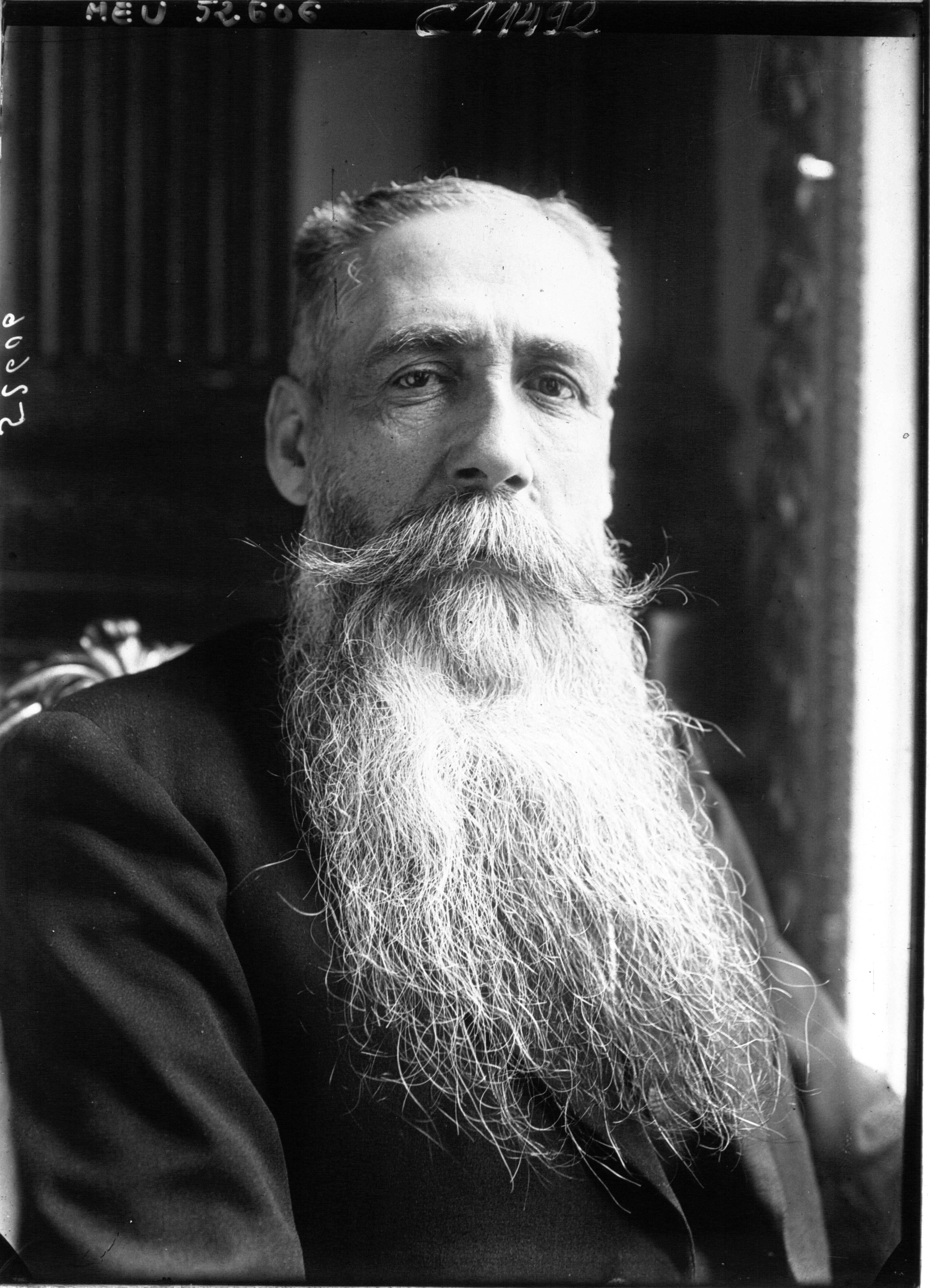
Jean-Baptiste Abel
(1863–1921)

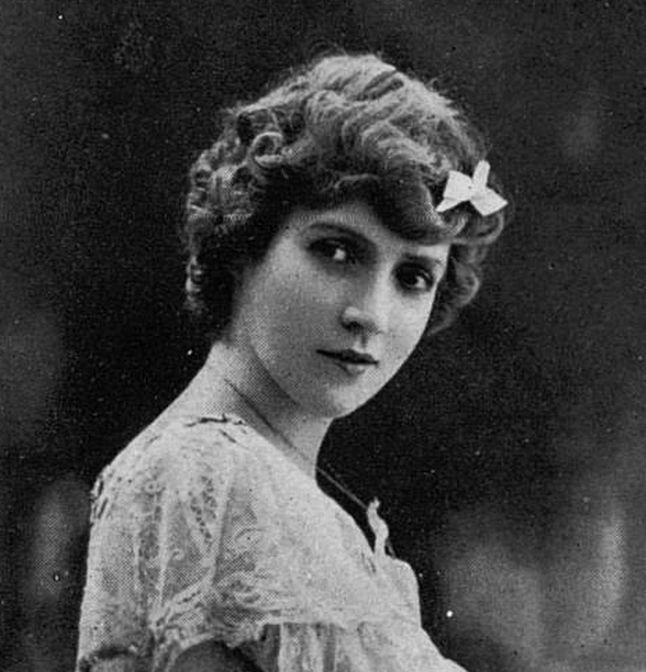
Ève Lavallière
(1866–1929)

- Joseph Fortuné Théodore Eydoux (1802–1841), Zoologe
- Joseph-Louis-Elzéar Ortolan (1802–1873), Jurist und Schriftsteller
- Jean-Félicité-Théodore Ortolan (1808–1874), Seerechtsexperte
- Vincent Courdouan (1810–1893), Maler
- Charles Brun (1821–1897), Politiker
- Hyacinthe Aube (1826–1890), Admiral und Gouverneur von Martinique
- Augustin Pascal Blanc (1836–1910), Seeoffizier und Flottillenadmiral
- Paul Robin (1837–1912), Reformpädagoge
- Jean Aicard (1848–1921), Dichter, Romancier und Dramatiker
- Ferdinand Brunetière (1849–1906), Schriftsteller und Literaturkritiker
- Marius Toudoire (1852–1922), Architekt
- Octave Gallian (1855–1918), Genre- und Porträtmaler
- Émile Coste (1862–1927), Fechter und Offizier
- Jean-Baptiste Abel (1863–1921), Politiker
- Ève Lavallière (1866–1929), Schauspielerin[3][4]
- Félix Mayol (1872–1941), Sänger
- Paul Eugène Dutasta (1873–1925), Botschafter[5]
- Bernard Gravier (1881–1923), Degenfechter
- Pierre Fontan (1882–1952), Okzitanist und Dichter
- André Marquis (1883–1957), Konteradmiral
- Raimu (1883–1946), Entertainer und Filmschauspieler
- Léon Vérane (1886–1954), Dichter
- Georges Darrieus (1888–1979), Ingenieur
- Paolo Thaon di Revel (1888–1973), italienischer Degenfechter und faschistischer Politiker
- Michel Zunino (1889–1958), Politiker und Resistancekämpfer
- Honoré Sausse (1891–1936), Bildhauer
- Léonce Peillard (1898–1996), Marineschriftsteller und Marinehistoriker

## 20. Jahrhundert

### 1901–1940

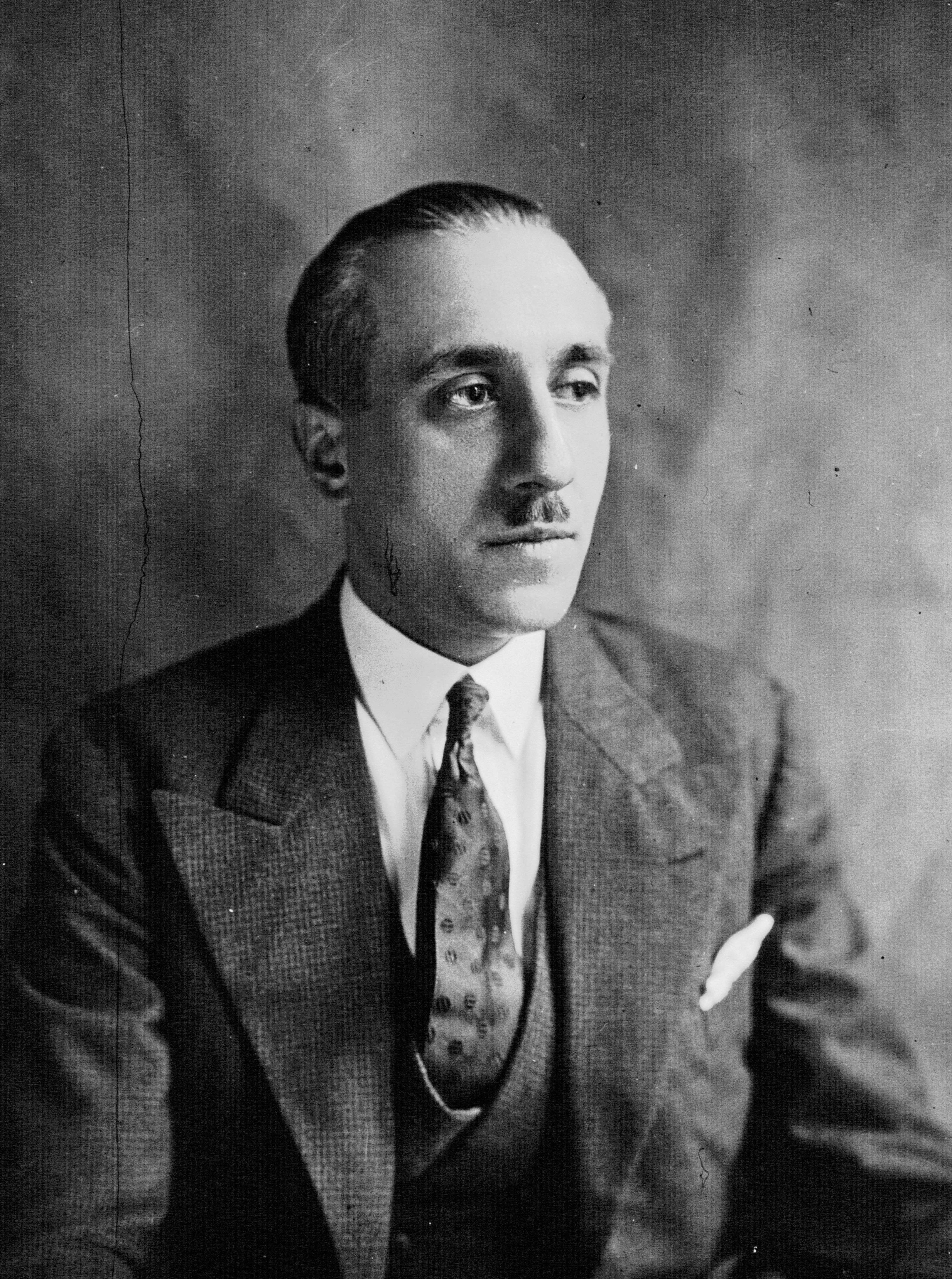
Gabriel Péri
(1902–1941)

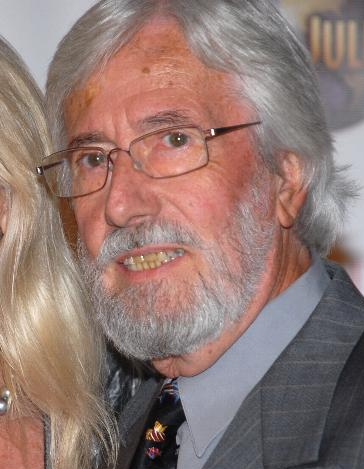
Jean-Michel Cousteau
(* 1938)

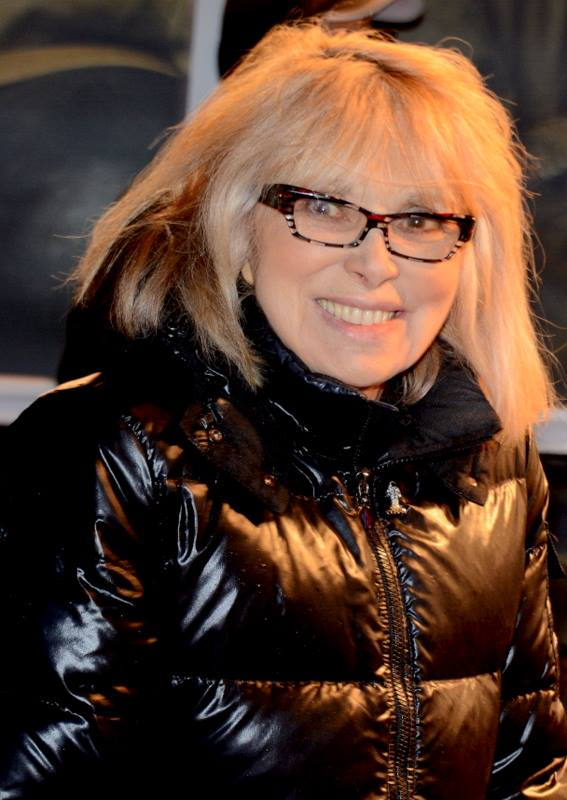
Mireille Darc
(1938–2017)

- René Benedetti (1901–1975), klassischer Violinist und Musikpädagoge
- Louis Gras (1901–1986), Radrennfahrer
- Lúcio Costa (1902–1998), brasilianischer Architekt und Stadtplaner französischer Herkunft
- Gabriel Péri (1902–1941), Kommunist, Journalist und Politiker
- Louise Bellon (1908–1987), Leichtathletin[6]
- Pierre de Chevigné (1909–2004), Offizier und Politiker
- René Schubert (1910–1976), deutscher Internist und Gerontologe
- Charles Roviglione (1912–1993), Fußballspieler
- Rémy Chauvin (1913–2009), Biologe und Entomologe
- Alain Guillermou (1913–1998), Romanist, Rumänist, Sprachpfleger und Übersetzer
- Robert Busnel (1914–1991), Basketballspieler und -trainer[7]
- Colette Mareuil (1914–1991), Schauspielerin[8]
- Micheline Maurel (1916–2009), Autorin, Übersetzerin und Mitglied der Résistance
- Michèle Arnaud (1919–1998), Sängerin
- François Missoffe (1919–2003), Politiker
- Henri Darrieus (1921–2013), Konteradmiral
- Anne Golon (1921–2017), Schriftstellerin
- Jacques Le Goff (1924–2014), Historiker
- Raymond Maufrais (1926–1950), Abenteurer und Journalist, verschollen im Dschungel Französisch-Guyanas.
- Jean Tournier (1926–2004), Kameramann
- Gilbert Bécaud (1927–2001), Chansonnier
- Jean Blondel (1929–2022), Politologe
- Georges Labica (1930–2009), politischer Philosoph
- Robert Mouynet (* 1930), Fußballspieler
- Michel Bardinet (1931–2005), Schauspieler
- Colette Aitelli (1932–2018), Sprinterin
- Tony Petrucciani (* 1936), Jazzmusiker
- Johnny Rives (* 1936), Journalist
- Jean-Michel Cousteau (* 1938), Taucher und Filmproduzent
- Mireille Darc (1938–2017), Schauspielerin
- Gilbert Rovère (1939–2007), Jazzmusiker
- Philippe Cousteau sr. (1940–1979), Taucher, Seemann, Pilot, Fotograf, Autor, Regisseur und Kameramann

### 1941–1970

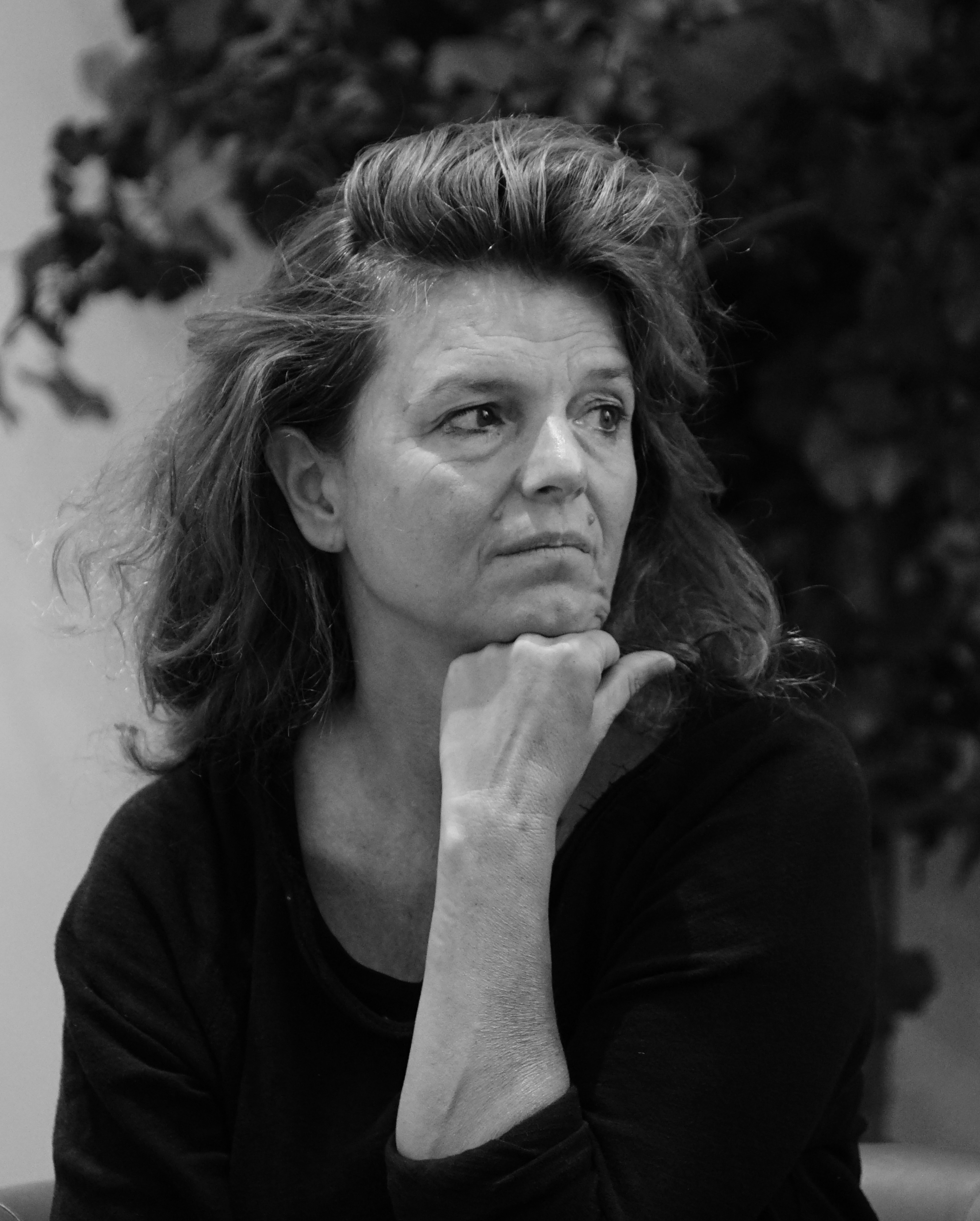
Maylis de Kerangal
(* 1967)

- Pierre Michel (* 1942), Literaturwissenschaftler
- Jean-Pierre Dorléac (* 1943), Kostümbildner
- Claude Goasguen (1945–2020), Politiker[9]
- Robert Nicolaï (* 1945), Linguist
- Brigitte Roüan (* 1946), Schauspielerin und Filmregisseurin
- Raymond Boni (* 1947), Jazz-Gitarrist und Komponist
- Brigitte Sauzay (1947–2003), Dolmetscherin
- Denis Poncet (1948–2014), Filmproduzent
- Joëlle Wintrebert (* 1949), Schriftstellerin
- Michel Sicard (* 1950), bildender Künstler und Fotograf
- Jean-Claude Berutti (* 1952), Theaterregisseur und Intendant
- Dominique Ristori (* 1952), EU-Beamter und Generaldirektor
- Farid Boudjellal (* 1953), Comicautor und -zeichner
- Dominique Senequier (* 1953), Unternehmerin
- Bernard Simondi (* 1953), Fußballtrainer und ehemaliger Fußballspieler
- Philippe Vitel (* 1955), Arzt und Politiker
- Jean-Claude Amoureux (* 1956), Sprinter
- Pascal Bahuaud (* 1956), Ruderer[10]
- Michèle Chardonnet (* 1956), Leichtathletin und Olympionikin
- Jean-François Joanny (* 1956), Physiker
- Philippe Petrucciani (* 1957), Jazzmusiker
- Mireille Mossé (1958–2017), Schauspielerin
- Louis Petrucciani (* 1958), Jazzmusiker
- Pierre Chappaz (* 1959), Unternehmer
- Bruno Bellone (* 1962), Fußballspieler
- Didier Danio (* 1962), Fußballspieler
- Pascal Lance (* 1964), Radsportler[11]
- Maylis de Kerangal (* 1967), Schriftstellerin
- Didier Tarquin (* 1967), Comiczeichner und Autor

### 1971–2000

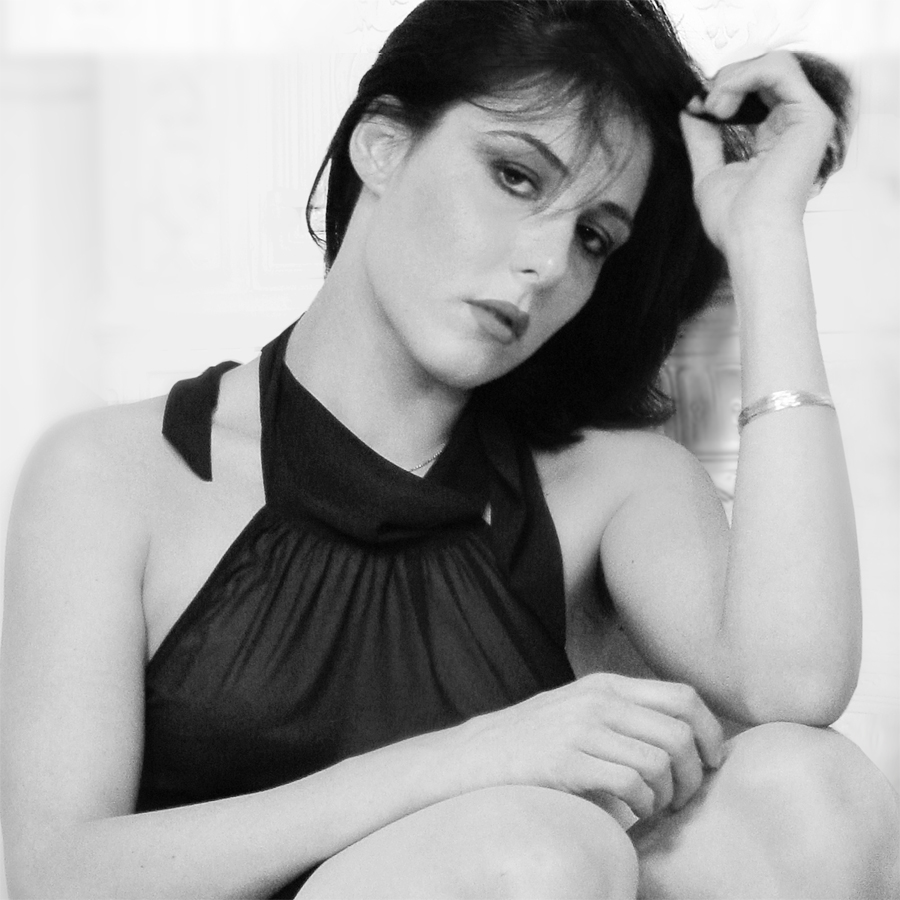
Chloë des Lysses
(* 1972)

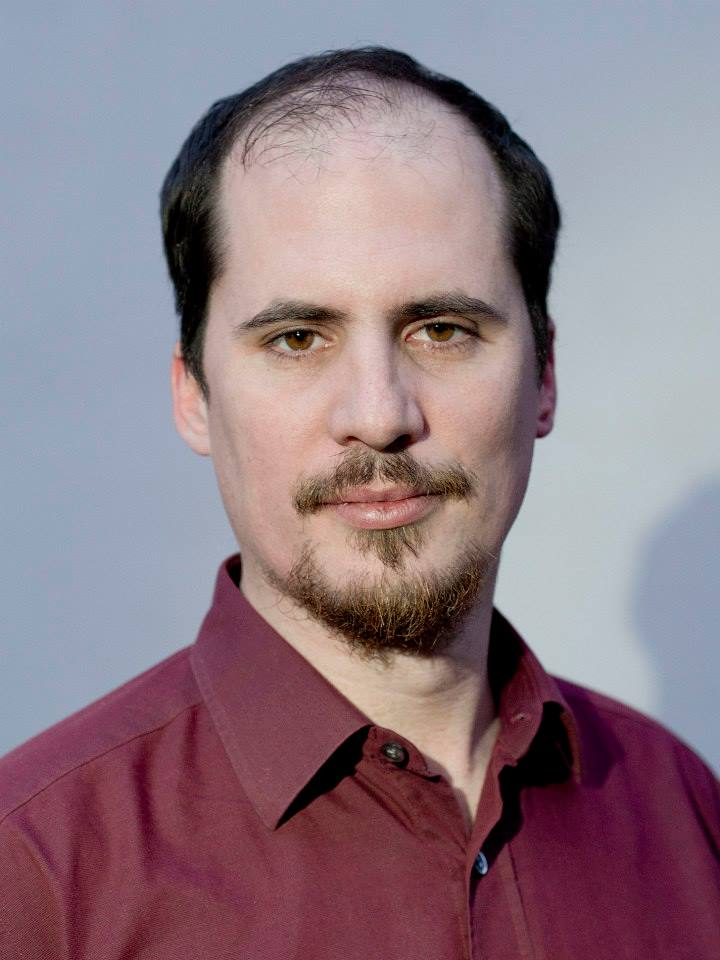
Romain Garnier
(* 1976)

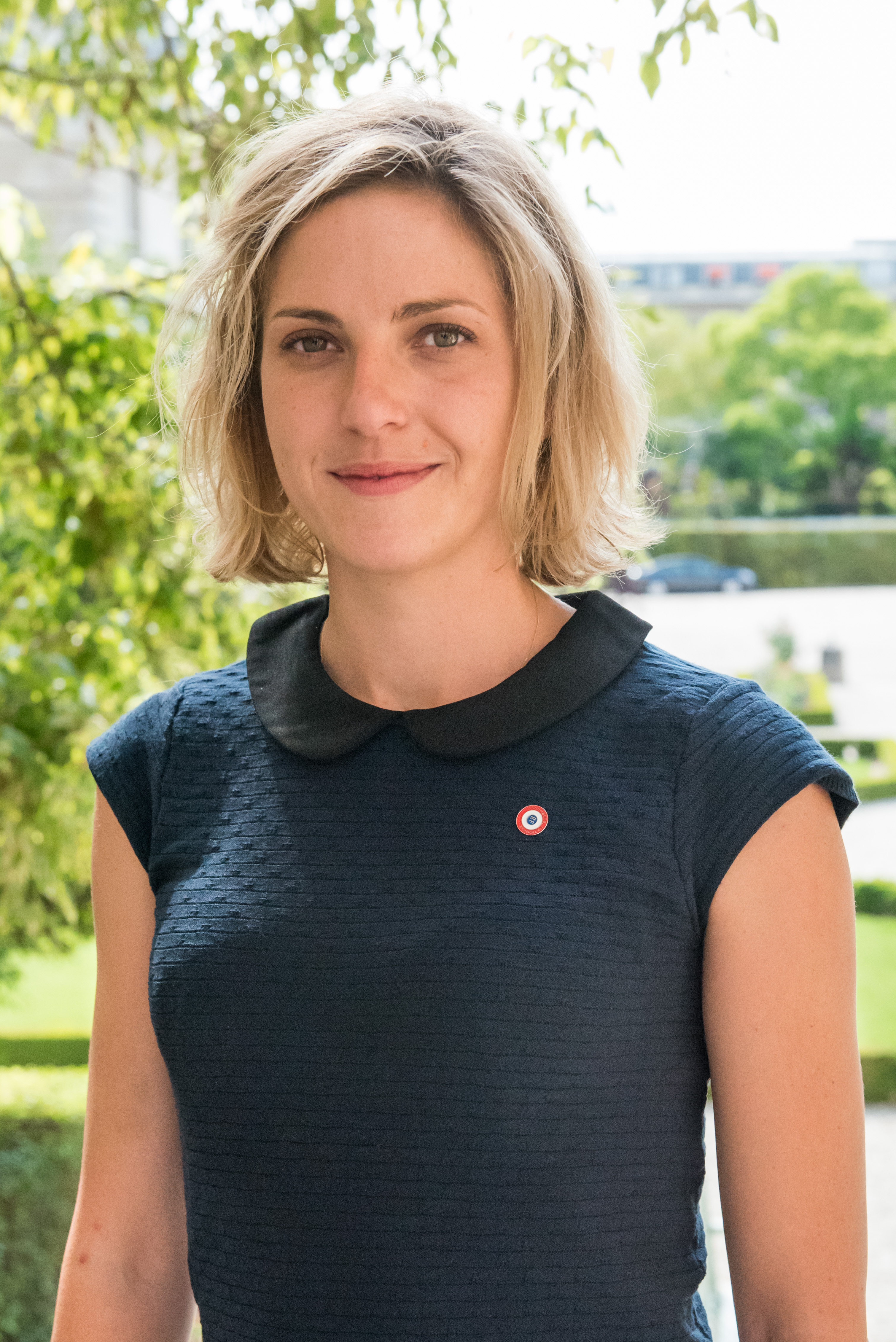
Cécile Muschotti
(* 1987)

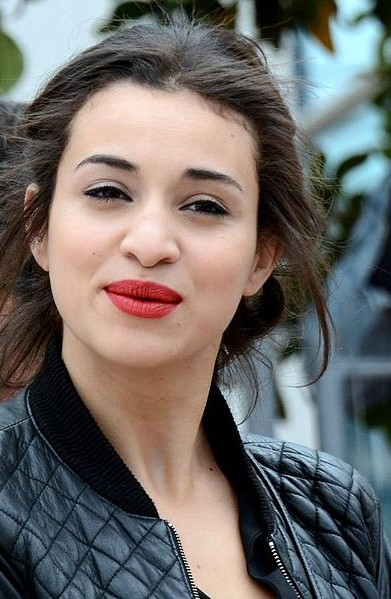
Camélia Jordana
(* 1992)

- Grégory Allione (* 1971), Feuerwehrmann und Politiker
- Carl Blasco (* 1971), Triathlet[12]
- Dimitri Deruelle (* 1971), Segler[13]
- Maxime Paul (* 1971), Segler[14]
- Christophe Dominici (1972–2020), Rugby-Union-Spieler[15]
- Chloë des Lysses (* 1972), Fotografin; Model und Pornodarstellerin
- Pierre-Alain Goualch (* 1973), Jazzmusiker
- Xavier de Maistre (* 1973), Harfenist
- Carine Bonnefoy (* 1974), Jazz-Pianistin und Komponistin
- Fanny Herrero (* 1974), Drehbuchautorin von Fernsehfilmen und Fernsehserien
- Cyril Saulnier (* 1975), Tennisspieler
- Romain Garnier (* 1976), Linguist, Indogermanist und Autor
- Sébastien Squillaci (* 1980), Fußballspieler
- Aurore Trayan (* 1980), Bogenschützin[16]
- Olivier Bogé (* 1981), Jazzmusiker
- Julien Gonnet (* 1981), Radrennfahrer
- Matar Fall (* 1982), Fußballspieler[17]
- Sylvain Loosli (* 1986), Pokerspieler
- Cécile Muschotti (* 1987), Politikerin[18]
- Sandie Clair (* 1988), Bahnradsportlerin
- Anais Mali (* 1988), Model[19]
- Florian Lacassie (* 1990), Volleyballspieler
- Laura Gaudefroy (* 1991), Handballspielerin[20]
- Nicolas Navarro (* 1991), Langstreckenläufer
- Camélia Jordana (* 1992), Sängerin und Schauspielerin
- Jordan Amavi (* 1994), Fußballspieler
- Tristan Delacroix (* 1994), Radrennfahrer
- Timothée Carle (* 1995), Volleyballspieler
- Johanna Geyer-Carles (* 1995), Mittelstreckenläuferin
- Jérôme Prior (* 1995), Fußballspieler[21][22]
- Franck Honorat (* 1996), Fußballspieler
- Kungs (* 1996), DJ und Musikproduzent
- Lauriane Nolot (* 1998), Kitesurferin
- Nabil Alioui (* 1999), französisch-marokkanischer Fußballspieler